# Saint-Salvy-de-la-Balme
 Saint-Salvy-de-la-Balme  es una población y comuna francesa, ubicada en la región de Mediodía-Pirineos, departamento de Tarn, en el distrito de Castres y cantón de Mazamet-Nord-Est.

## Demografía
| 488 | 522 | 550 | 634 | 590 | 569 |
| Para los censos de 1962 a 1999 la población legal corresponde a la población sin duplicidades (Fuente: INSEE [Consultar]) |     |     |     |     |     |